# 주세페 윌손
주세페 윌손[이탈리아어: Giuseppe Wilson dʒuˈzɛppe ˈwilson[*], 아명 조지프 윌슨(영어: Joseph Wilson); 1945년 10월 27일, 노스 이스트 잉글랜드 달링턴 ~ 2022년 3월 6일, 라치오 주 로마]은 이탈리아의 전 축구 선수로, 현역 시절 중앙 수비수로 활약했다. 비록 출생지는 북잉글랜드이나, 현역 시절 대부분을 이탈리아 무대에서 보냈다.
윌손은 현역 시절에 인테르나폴리와 라치오에서 주로 활약했고, 1974년에 이탈리아 국가대표팀 경기에 3번 출전했다. 윌손은 브루노 조르다노, 마시모 카차토리, 그리고 리오넬로 만프레도니아와 더불어 1980년 토토네로 스캔들 당시 바로 적발된 15명의 주요 이탈리아 선수에 포함되었다.

## 유년 시절
윌손은 나폴리 출신 이탈리아인 모친 리나 디 프란체스카와 잉글랜드인 부친 데니스 윌슨 사이에 인근 공장의 철강 노동자 가문에서 출생했다. 윌손의 부모는 데니스가 이탈리아에서 영국 육군 복무 당시에 눈이 맞았다. 주세페의 출생 6개월 후, 그의 가족은 모친이 영국의 겨울 날씨에 적응하지 못하면서 모친의 친정 동네인 나폴리로 이주했다. 그의 부친은 나토 기지의 조언가로 이직하게 되었다.

## 클럽 경력

### 인테르나폴리와 라치오
윌손은 1964-65 시즌, 인테르나폴리에서 프로 무대 신고식을 치렀고, 150경기 넘게 남이탈리아 연고 구단 소속으로 출전했다.
1969년, 윌손은 라치오로 이적해 현역 시절의 전성기를 보냈는데, 10년 이상 몸담으며 공식 경기에 300경기 이상 출전했다. 라치오는 같은 시기 첫 황금기를 맞이해 1973-74 시즌에 구단 사상 첫 세리에 A 우승을 거두었고, 1971년에 코파 델레 알피도 들어올렸다.

### 뉴욕 코스모스
윌손은 경력이 내리막길에 접어들면서 1년 동안 미국에서 보냈는데, 북미 축구 리그의 뉴욕 코스모스 소속으로 1978년을 보내며 리그 정상에 올랐다. 윌슨은 사커 볼 1978의 경기 최우수 수비수로 명명되었다.

### 앵테르-몽레알
1983년, 그는 캐나다 프로 축구 리그의 앵테르-몽레알로 이적했다.

## 국가대표팀 경력
윌손은 라치오에서 선전하여 이탈리아 국가대표팀에 1974년 월드컵을 치르기 위해 발탁되었다. 그는 1974년에 0-0으로 비긴 서독과의 친선경기에서 첫 국가대표팀 경기를 치렀고, 1974년 월드컵 본선에서 2번 더 출전해, 총 3번의 국가대표팀 경기에 출전했다.

## 은퇴와 최후
윌슨은 RAI에서 평론가로 근무했다. 2013년, 스포츠 기자 빈첸초 디 미켈레는 윌손의 전기문 "피노 윌손: 다른 시대의 진정한 주장"을 집필했다. 그는 고향 달링턴에서 그의 외할머니 성씨를 따 키리코네(Casa di Chirico)의 간판을 달고 잠깐 이탈리아 식당을 경영하기도 했다.
2022년 3월 6일, 윌손은 로마에서 심장마비로 향년 76세에 영면에 들었다.

## 수상
라치오
- 코파 델레 알피: 1971
- 세리에 A: 1973–74

뉴욕 코스모스
- 북미 축구 리그: 1978